# 荊世爵
荊世爵（1621年3月16日—17世紀），字希古，號從修 ，山西平陽府蒲州猗氏縣人，明末清初政治人物。

## 生平
荊世爵是崇禎十二年（1639年）己卯科舉人，次年（1640年）聯捷進士，任山東諸城知縣，轉臨清知州。
明亡仕清，補大理寺寺副、右寺正，案件複審詳細謹慎，辦公幹練。顺治十六年七月升任浙江巡海道備兵寧紹，調派數萬士兵、督造大小戰船應付海寇，並因剿滅舟山魯王朱以海朝有功，十七年十一月遷任河南布政司参议，兼管河道副使，任內督工修築堤壩，盛夏暑雨間不停巡視，不久因病辭官。

## 事跡
荊世爵任諸城知縣時，有居民劉度得罪權貴，得他斷案公正獲免，但被權貴耽誤調任臨清知州。二人同行赴任，期間遇上賊人，劉度將他藏在某處；賊人綁起劉度，用火炙腳踝至胳臂，威脅告知他得藏身位置，劉度到死也不肯說出，被認為是「德入人深，好義忘死」的行為。